# Suzie Diamond
Suzie Diamond, známá i jako Susie Diamond, Susy Diamond, Suny D., Susie, Sue (* 8 . srpen 1984 Galanta) je slovenská pornoherečka a modelka.

## Kariéra
Suzie Diamond vstoupila do pornoprůmyslu v roce 2004, když jí bylo dvacet let. Na svém kontě má kolem 100 pornofilmů. Suzie Diamond si často pletou s jinou slovenskou pornoherečkou Sue Diamond, což bylo důvodem, proč si Sue Diamond změnila jméno na Diana Doll.
I když Suzie Diamond na mnoha stránkách uvádí, českou národnost, ve skutečnosti pochází ze Slovenska.

## Část filmografie
- 2010 – Intime Fantasie 2
- 2009 – Big Ass White Girls 2
- 2008 – Perverted Planet 1
- 2007 – DP Fanatics 5
- 2007 – Fuck It Like It 'Hot
- 2006 – Private Xtreme 30: Top Sex
- 2006 – Euro Domination 9
- 2005 – Goo 4 Two 2
- 2005 – Share The Load 3
- 2004 – Orgy World: The Next Level 8

## Ocenění
- 2005 Ninfa Prize – nominována na Nejlepší začínající herečku
- 2008 AVN Award – nominována na Nejlepší zahraniční herečku roku
- 2009 Hot d'Or – nominována na Nejlepší Evropskou herečku